# Verka Serduchka
Andriï Mykhaïlovytch Danylko (en ukrainien : Андрій Михайлович Данилко), né le 2 octobre 1973 à Poltava (Ukraine), est un comédien et chanteur/danseur de musique pop.
Sur scène, il joue, en se travestissant, le personnage d'une femme robuste, sous le nom de Vierka Serdioutchka (en ukrainien : Вєрка Сердючка).
Il fait d'abord sous ce personnage des sketches sur la scène comique, au début des années 1990. Il est bientôt repéré par la télévision ukrainienne qui lui donne carte blanche. Il chante et se produit dans de nombreux clips de dérision de la société Ukrainienne, souvent avec sa compagne qui joue le rôle de sa mère. Très vite, ses chansons remportent un succès inattendu, et Verka enregistre plusieurs albums. Son album Kha-ra-cho est un succès qui se vend à plus d'un million d'exemplaires en Europe de l'Est. Il commence de longues tournées qui l'amèneront jusqu'au Canada et aux États-Unis. Son but est de communiquer une émotion positive à chaque chanson. En 2005, il participe au concours Novaya Volna, un concours international pour des chanteurs de bruit de jeunes. Il y a reçu les félicitations de la plus grande star russe de l'époque, Alla Pougatcheva.

## Participation à l'Eurovision

### En 2007

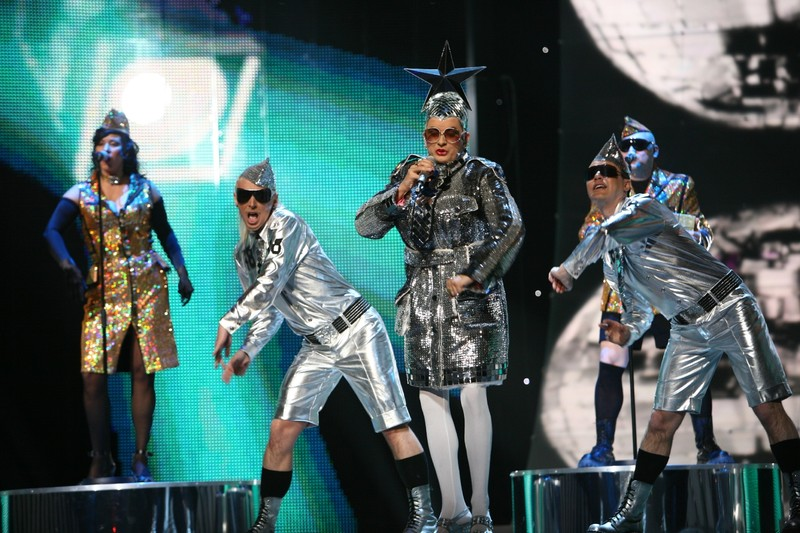
Verka Serduchka à l'Eurovision 2007 en Finlande.

En 2007, il est sélectionné sous l'apparence de son personnage pour l'Eurovision 2007, ce qui provoque une polémique dans son pays du fait qu'il soit travesti.
Verka Serdutchka finit deuxième du concours derrière la Serbie avec 235 points contre 268 pour la nation gagnante. On le reverra seulement en septembre 2007 en se classant dans le top 10 des meilleures ventes de singles avec toujours Dancing Lasha Tumbai.

### En 2011
Sa candidature à la sélection pour l'édition de 2011 est officiellement annoncée pour représenter l'Ukraine. Toutefois, il se retire de la sélection le 14 octobre 2010.

### En 2015
Il fait une apparition dans le film Spy de Paul Feig.

### En 2017
Il fait une apparition lors du concours de l'eurovision 2017 qui se passe à Kiev et y lance le télévote lors de la finale.

### En 2019
Il fait une apparition lors de l'édition de 2019 et chante Toy, la chanson de la gagnante de l'édition précédente : Netta Barzilai.

### En 2023
Il fait une apparition lors de l'édition 2023 qui a lieu à Liverpool, où il interprète son titre Dancing Lasha Tumbai pour conclure la "parade des drapeaux".

## Discographie

### Album
- Dancin Europe (20 août 2007)[4]

### Single
- Dancing Lasha Tumbai (2007)
- Hop Hop (septembre 2007)
- Kiss please (2007)
- I am Eurovision Queen (« I Am Evro Vison Queen », 2008)
- Do Re Mi (2008)

### À voir également
- Severnye devki (Северные девки)
- Gop, gop! - Jump, jump!
- Horocho krasavitsam
- Ya popala na lubov
- Ha-ra-cho!
- toc toc toc (Тук тук тук)
- I'm laughing...
- (Ty napyvsya kak svynya)